# Стана (Алмашу)
Стана (рум. Stana) насеље је у Румунији у округу Салаж у општини Алмашу. Oпштина се налази на надморској висини од 455 m.

## Становништво
Према подацима из 2002. године у насељу је живело 198 становника.

### Попис2002.
| Расподела становништва по националности 2002.‍ | Расподела становништва по националности 2002.‍ | Расподела становништва по националности 2002.‍ | Расподела становништва по националности 2002.‍ | Расподела становништва по националности 2002.‍ |
| --------------------------------------------- | --------------------------------------------- | --------------------------------------------- | --------------------------------------------- | --------------------------------------------- |
|                                               |                                               |                                               |                                               |                                               |
| Румуни                                        | Румуни                                        |                                               | 61                                            | 31,0%                                         |
| Мађари                                        | Мађари                                        |                                               | 136                                           | 69,0%                                         |